# Phare d'Hollenderbåen
Le phare de Hollenderbåen (en norvégien : Hollenderbåen fyr) est un phare offshore actif situé dans le milieu de l'Oslofjord extérieur, dans la commune de Færder, comté de Vestfold.
Il est géré par l'administration côtière norvégienne (en norvégien : Kystverket).

## Historique
Il est l'un des phares les plus récents du pays, mis en service en 1989. Le feu d'Hollenderbåen  a remplacé le phare de Fulehuk.1989. Actif; plan focal 19 m (62 pieds); feu blanc, rouge ou vert selon la direction, occultant trois fois toutes les 10 s. C'est une tour cylindrique supportant une salle d'observation ronde, avec galerie, surmontée d'une lanterne. La tour est peinte en blanc et la lanterne et le toit de la salle d'observation sont peints en rouge, la galerie en noir.
Le Hollenderbåen est un phare entièrement automatique et est relié au centre de trafic maritime de l'administration côtière norvégienne, le centre de trafic de Horten, qui surveille le trafic maritime dans le fjord d'Oslo. Les caméras sans pilote sur Hollenderbåen sont un outil important à cet égard.
Le feu d'Hollenderbåen est souvent utilisé comme marque de contournement dans les régates. Il est situé dans le Parc national de Færder.

## Caractéristiques dufeu maritime
Identifiant : ARLHS : NOR-312 ; NF-033500 - Amirauté : B2495 - NGA : 0682.

### Lien connexe
- Liste des phares de Norvège